# Ambrumesnil
Ambrumesnil és un municipi francès situat al departament del Sena Marítim i a la regió de Normandia. L'any 2007 tenia 517 habitants.

## Demografia

### Població
| Evolució de la població |      |      |      |      |      |      |      |      |
| 1793                    | 1800 | 1806 | 1821 | 1831 | 1836 | 1841 | 1846 | 1851 |
| 410                     | 355  | 351  | 470  | 554  | 515  | 529  | 488  | 492  |

| 1856 | 1861 | 1866 | 1872 | 1876 | 1881 | 1886 | 1891 | 1896 |
| ---- | ---- | ---- | ---- | ---- | ---- | ---- | ---- | ---- |
| 502  | 511  | 474  | 425  | 409  | 401  | 403  | 406  | 415  |

| 1901 | 1906 | 1911 | 1921 | 1926 | 1931 | 1936 | 1946 | 1954 |
| ---- | ---- | ---- | ---- | ---- | ---- | ---- | ---- | ---- |
| 360  | 342  | 354  | 335  | 342  | 353  | 350  | 344  | 344  |

| 1962 | 1968 | 1975 | 1982 | 1990 | 1999 | 2006 | 2011 | 2016 |
| ---- | ---- | ---- | ---- | ---- | ---- | ---- | ---- | ---- |
| 368  | 358  | 326  | 363  | 401  | 450  | -    | -    | -    |

| 2019 | - | - | - | - | - | - | - | - |
| ---- | - | - | - | - | - | - | - | - |
| -    | - | - | - | - | - | - | - | - |

El 2007 la població de fet d'Ambrumesnil era de 517 persones. Hi havia 180 famílies de les quals 24 eren unipersonals (8 homes vivint sols i 16 dones vivint soles), 56 parelles sense fills, 84 parelles amb fills i 16 famílies monoparentals amb fills.
La població ha evolucionat segons el següent gràfic:
Habitants censats

### Habitatges
El 2007 hi havia 195 habitatges, 184 eren l'habitatge principal de la família, 8 eren segones residències i 3 estaven desocupats. 193 eren cases i 2 eren apartaments. Dels 184 habitatges principals, 134 estaven ocupats pels seus propietaris, 47 estaven llogats i ocupats pels llogaters i 3 estaven cedits a títol gratuït; 4 tenien dues cambres, 26 en tenien tres, 66 en tenien quatre i 88 en tenien cinc o més. 161 habitatges disposaven pel capbaix d'una plaça de pàrquing. A 73 habitatges hi havia un automòbil i a 96 n'hi havia dos o més.

### Piràmide de població
La piràmide de població per edats i sexe el 2009 era:
| Homes | Edats   | Dones |
| ----- | ------- | ----- |
| 0     | 95 o +  | 0     |
| 0     | 90 a 94 | 0     |
| 0     | 85 a 89 | 0     |
| 0     | 80 a 84 | 4     |
| 4     | 75 a 79 | 4     |
| 8     | 70 a 74 | 4     |
| 0     | 65 a 69 | 12    |
| 12    | 60 a 64 | 16    |
| 16    | 55 a 59 | 12    |
| 12    | 50 a 54 | 8     |
| 28    | 45 a 49 | 28    |
| 16    | 40 a 44 | 20    |
| 16    | 35 a 39 | 20    |
| 20    | 30 a 34 | 12    |
| 4     | 25 a 29 | 16    |
| 8     | 20 a 24 | 16    |
| 28    | 15 a 19 | 4     |
| 20    | 10 a 14 | 20    |
| 20    | 5 a 9   | 8     |
| 20    | 0 a 4   | 16    |

## Economia
El 2007 la població en edat de treballar era de 335 persones, 249 eren actives i 86 eren inactives. De les 249 persones actives 226 estaven ocupades (125 homes i 101 dones) i 23 estaven aturades (10 homes i 13 dones). De les 86 persones inactives 37 estaven jubilades, 26 estaven estudiant i 23 estaven classificades com a «altres inactius».

### Ingressos
El 2009 a Ambrumesnil hi havia 188 unitats fiscals que integraven 516 persones, la mediana anual d'ingressos fiscals per persona era de 17.439 €.

### Activitats econòmiques
Dels 16 establiments que hi havia el 2007, 1 era d'una empresa de fabricació de material elèctric, 2 d'empreses de fabricació d'altres productes industrials, 6 d'empreses de construcció, 2 d'empreses de comerç i reparació d'automòbils, 1 d'una empresa d'hostatgeria i restauració, 3 d'empreses de serveis i 1 d'una empresa classificada com a «altres activitats de serveis».
Dels 7 establiments de servei als particulars que hi havia el 2009, 1 era un paleta, 2 guixaires pintors, 1 fusteria, 2 lampisteries i 1 restaurant.
L'any 2000 a Ambrumesnil hi havia 10 explotacions agrícoles que ocupaven un total de 310 hectàrees.

## Equipaments sanitaris i escolars
El 2009 hi havia una escola elemental integrada dins d'un grup escolar amb les comunes properes formant una escola dispersa.

## Poblacions més properes
El següent diagrama mostra les poblacions més properes.